# She Said Yeah
Singles de Larry Williams
Peaches and Cream
(1958) Steal A Little Kiss
(1959)
She Said Yeah est une chanson écrite et composée par Sonny Bono et Roddy Jackson. La version interprétée par les Rollling Stones parue dans l'album Out of Our Heads est la plus célèbre.

## Version de Larry Williams

### Historique
La chanson chanson écrite et composée par Sonny Bono et Roddy Jackson était à l'origine interprétée par Larry Williams. Enregistrée le 14 août 1958, la chanson est publiée l'année suivante sur l'étiquette Specialty Records en face B du 45 tours Bad Boy. Mais le disque n'a pas atteint le palmarès américain tout comme les trois autres 45-tours de Williams l'année suivante et la carrière musicale de Larry battra de l'aile à la suite d'une arrestation. Le 45 tours Bad Boy/She Said Yeah sera publiée en Angleterre sur l'étiquette London, mais cette fois avec les faces inversées.
Néanmoins, le manque de succès du single n'empêchera ni les Beatles (dont John Lennon est un grand amateur de Larry Williams) de réinterpréter Bad Boy en 1965, ni les Animals et les Rolling Stones de reprendre à leur compte sa face B.

### Personnel
La chanson est enregistrée au Radio Recorders à Hollywood, Californie, le 14 août 1958 par:
- Larry Williams : chant, piano
- René Hall : guitare
- Ted Brinson : basse
- Earl Palmer : batterie
- Jewell Grant : saxophone baryton
- Plas Johnson : saxophone ténor

## Reprise des Rolling Stones
Pistes de Out of Our Heads
Mercy, Mercy
(2)

### Historique
En 1965, les The Rolling Stones reprennent She Said Yeah lors de leur session d'enregistrement du 5 et 6 septembre 1965 au studio du label RCA à Los Angeles. L'interprétation du groupe rend la chanson plus puissante que l'originale (aidée par la pédale fuzz saturant les guitares et le chant de Mick Jagger). Cette version est publiée sur leur album Out of Our Heads la même année. C'est l'interprétation la plus célèbre de la chanson.
Aux Etats-Unis, l'album Out of Our Heads étant déjà sorti avant la session d'enregistrement, c'est sur l'album américain December's Children (And Everybody's) que se retrouve la chanson (ainsi que les autres enregistrements de la session) en fin d'année 1965.
En 2010, la reprise des Rolling Stones est utilisée comme fond sonore de la publicité pour le parfum Bleu de Chanel, réalisée par Martin Scorsese.

### Personnel
- Mick Jagger : chant
- Keith Richards : guitare, chœurs
- Brian Jones : guitare
- Bill Wyman : basse
- Charlie Watts : batterie
- Andrew Loog Oldham : production
- Dave Hassinger : ingénieur du son

## Autres reprises notables
The Animals reprend également la chanson en 1964 (mais curieusement signée ici Beecham).
Le groupe The End reprend la chanson en 1967 dans leur unique album "Instrospection", produit par Bill Wyman.
En 1999, Paul McCartney la reprend également sur son album Run Devil Run.